# Allan Vainola

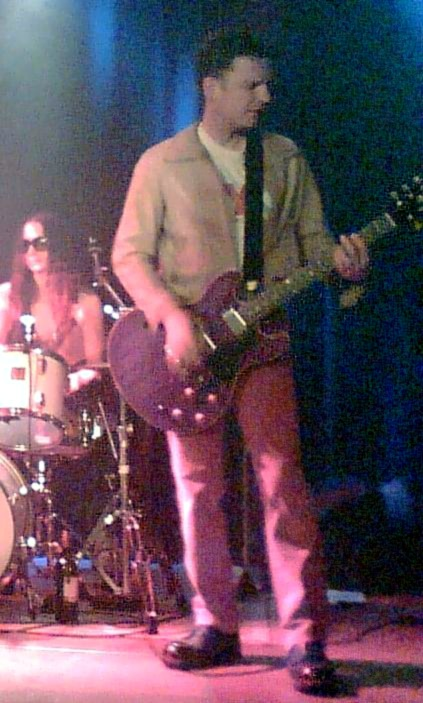
Allan Vainola (2006)

Allan Vainola, bis 1975 Allan Annus (* 11. März 1965 in Tartu, Estnische SSR), ist ein estnischer Gitarrist, Sänger und Songwriter.

## Wirken
Er war in den Bands Ajutine Valitsus (Gitarrist und Sänger; 1980–1981, Gründungsmitglied), Velikije Luki (Gitarrist; 1982–1983, Gründungsmitglied), Terendus (Gitarrist; 1984–1985, Gründungsmitglied) Ükskõik (Sänger; 1988–1996, Gründungsmitglied), Metro Luminal (Sänger; 1988–1996, Gründungsmitglied), Vennaskond (Gitarrist; seit Dezember 1990), Alumiinium, Sinu Sädelev Sõber (Sänger und Gitarrist; seit 1994, Gründungsmitglied), The Flowers Of Romance (Gitarrist; seit April 1999), Sõpruse Puiestee (Sänger und Gitarrist; seit 2002, Gründungsmitglied) und Kelder (Sänger und Gitarrist, seit 2007, Gründungsmitglied) aktiv. Unter anderem schrieb Vainola die Musik für in Estland sehr bekannte Lieder wie „Riia, mu arm“ (dt. „Riga, meine Liebe“), „Insener Garini Hüperboloid“ (dt. „Der Hyperboloid des Ingenieur Garin“, nach dem estnischen Titel des utopischen Romans Geheimnisvolle Strahlen von Alexei Nikolajewitsch Tolstoi), „Pille-Riin“ (nach einem Kinderbuch von Ellen Niit) und „1905“.
Im November 2006 erschien ein Album, auf dem Lieder seines Akustiktrios Unenäopüüdjad (deutsch: Traumfänger) unter dem gleichnamigen Albumtitel zu finden sind. Die akustische Gitarre spielend und singend wurde Allan Vainola von Jaak Lutsoja (Akkordeon/Maracas) und Tanel Liiberg (Kontrabass/Bassgitarre) unterstützt.
Darüber hinaus schrieb Allan Vainola auch die Musik für die Theaterstücke,  „Ronja“, „Huck“, „Daamide õnn“, „Mort, surma õpilane“ und „Mängija“ (dt. „Spieler“). 2001 ist ein Album mit seiner Theatermusik unter dem Namen „Teatriõhtu“ (dt. „Theaterabend“) erschienen.

## Privatleben
Vainola ist mit der estnischen Autorin Marie Myrk verheiratet. Das Paar hat zwei Kinder.